# Liste der Biografien/Yz
Liste der Biografien |
Portal Biografien |
Personensuche
# |
A |
B |
C |
D |
E |
F |
G |
H |
I |
J |
K |
L |
M |
N |
O |
P |
Q |
R |
S |
T |
U |
V |
W |
X |
Y |
Z |
?
 
Ya |
Yb |
Yc |
Yd |
Ye |
Yf |
Yg |
Yh |
Yi |
Yk |
Yl |
Ym |
Yn |
Yo |
Yp |
Yr |
Ys |
Yt |
Yu |
Yv |
Yw |
Yx |
Yz
Die Liste der Biografien führt alle Personen auf, die in der deutschsprachigen Wikipedia einen Artikel haben. Dieses ist eine Teilliste mit 5 Einträgen von Personen, deren Namen mit den Buchstaben „Yz“ beginnt.

## Yz

### Yza
- Yzaga, Jaime (* 1967), peruanischer Tennisspieler
- Yzalú (* 1982), brasilianische Singer-Songwriterin

### Yze
- Yzer, Cornelia (* 1961), deutsche Politikerin (CDU), MdB
- Yzerman, Steve (* 1965), kanadischer Eishockeyspieler

### Yzn
- Yznaga del Valle, María Consuelo (1853–1909), kubanisch-amerikanische Erbin, durch Heirat Duchess of ManchesterMaría Consuelo Yznaga del Valle (1853–1909)

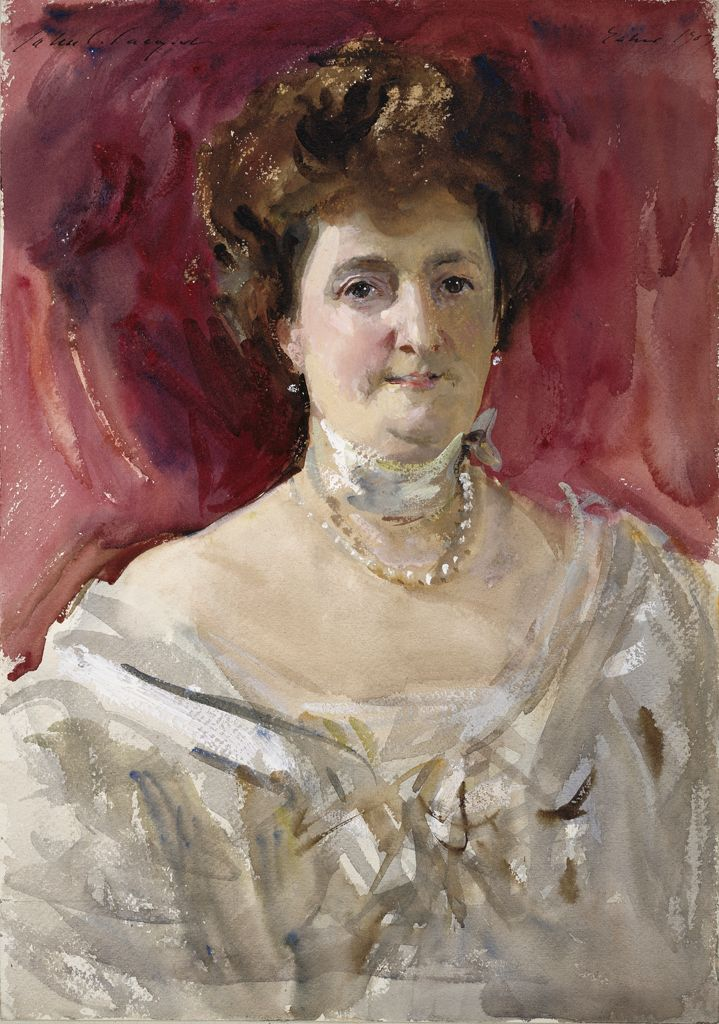
María Consuelo Yznaga del Valle (1853–1909)